# Otfried Mylius
Otfried Mylius, pseudonym för Hermann Friedrich Wilhelm Karl Müller, född den 8 februari 1819 i Stuttgart, död där den 28 november 1889, var en tysk skriftställare.
Müller, som var redaktör för Das Ausland, skrev underhållande, till främmande världsdelar förlagda äventyrsböcker för ungdom, bland vilka flera översatts till svenska ("Esperanza, 1861; "De unga boerne, 1862; "Gorillajägaren", 1881, med flera), varjämte han under pseudonymen Otfried Mylius och andra antagna namn utgav en mängd rafflande romaner, bland annat Die Geheimnisse der Bastille (1861–1866; "Bastiljens hemligheter", 1865–1866), Neue Londoner Mysterien (1865–1867) och Am Hof der nordischen Semiramis (1873).